# Makum
Makum là một thị xã và là nơi đặt ủy ban khu vực thị xã (town area committee) của quận Tinsukia thuộc bang Assam, Ấn Độ.

## Địa lý
Makum có vị trí 27°30′B 95°27′Đ / 27,5°B 95,45°Đ Nó có độ cao trung bình là 122 mét (400 feet).

## Nhân khẩu
Theo điều tra dân số năm 2001 của Ấn Độ, Makum có dân số 15.058 người. Phái nam chiếm 53% tổng số dân và phái nữ chiếm 47%. Makum có tỷ lệ 68% biết đọc biết viết, cao hơn tỷ lệ trung bình toàn quốc là 59,5%: tỷ lệ cho phái nam là 73%, và tỷ lệ cho phái nữ là 62%. Tại Makum, 13% dân số nhỏ hơn 6 tuổi.